# Pyrausta flammealis
Pyrausta flammealis is een vlinder van de familie van de grasmotten (Crambidae). De wetenschappelijke naam van deze soort is voor het eerst voorgesteld door George Hamilton Kenrick in een publicatie uit 1912.
De soort komt voor in Indonesië (West-Papoea).